# Wojciech Pszczolarski
Wojciech Pszczolarski (* 26. April 1991 in Wrocław) ist ein polnischer Radsportler, der hauptsächlich im Bahnradsport aktiv ist.

## Sportliche Laufbahn
2013 wurde Wojciech Pszczolarski polnischer Meister im Punktefahren. Zwei Jahre später gewann er den nationalen Titel im Zweier-Mannschaftsfahren.
2015 wurde Pszczolarski bei den Bahn-Europameisterschaften im schweizerischen Grenchen Europameister im Punktefahren; im Zweier-Mannschaftsfahren belegte er gemeinsam mit Mateusz Nowak Rang zehn. 2017 errang er bei den Bahnweltmeisterschaften in Hongkong Bronze im Punktefahren.
Im Januar 2022 startete Pszczolarski bei den polnischen Cyclocross-Meisterschaften und belegte Rang 36.

## Erfolge
2012
- U23-Europameister – Punktefahren

2013
- Polnischer Meister – Punktefahren

2015
- Europameister – Punktefahren
- Polnischer Meister – Zweier-Mannschaftsfahren (mit Mateusz Nowak)

2017
- Weltmeisterschaft – Punktefahren
- Europameisterschaft – Zweier-Mannschaftsfahren (mit Daniel Staniszewski)

2018
- Europameister – Punktefahren

2022
- Polnischer Meister – Punktefahren

2023
- Polnischer Meister – Zweier-Mannschaftsfahren (mit Filip Prokopyszyn)